# Nieznana z imienia córka Aleksego I Wielkiego Komnena
Nieznana z imienia córka Aleksego I Wielkiego Komnena (XIII w.) – cesarzowa Trapezuntu, żona Andronika I Gidosa.

## Życiorys
Była córką pierwszego cesarza Trapezuntua Aleksego I Wielkiego Komnena (1204-1222) i jego żony Teodory Aksouchiny. Jej braćmi byli: Jan I Wielki Komnen i Manuel I Wielki Komnen. Około roku 1222 poślubiła Andronika I Gidosa (1222-1235). Małżeństwo było bezdzietne. 